# Пасюковка
Пасюковка — село в Кантемировском районе Воронежской области России, находящееся от Журавки в 7 км и в 17 км к северо-западу от райцентра Кантемировки.
Входит в состав Журавского сельского поселения.

## География

### Улицы
- ул. Колхозная,
- ул. Ударная.

## История
Основано как хутор в 1775 году войсковыми жителями по фамилии Пасюковы: Федором, Акимом и Осипом (отсюда и название села). По состоянию на 1995 год, в селе 45 дворов и 114 жителей, имеется начальная школа и сельский магазин. 